# 大谷平和観音

平和観音

平和観音（へいわかんのん）は、栃木県宇都宮市大谷町にある昭和20年代に築造された石仏である。

## 概要
平和観音は宇都宮市の中心街から約8キロメートル西方に位置する大谷町にある。太平洋戦争の戦死者を追悼するため、終戦後間もない昭和23年（1948年）から6年かけて大谷石採石場跡の凝灰岩層壁面に総手彫りで彫られた像高88尺8寸8分（26.93メートル）、胴回り20メートルの石造観音菩薩立像である。竣工は昭和29年（1954年）、開眼は昭和31年（1956年）5月4日。飛田朝次郎が製作した。なお、平和観音は大谷寺のお前立ち観音になる。また、「大谷観音」の呼び名は大谷寺の大谷磨崖仏を指す。
像の前は広場となっており、平和観音像を目前に憩うことができる。また像周縁には階段・通路が整備され間近で見ることも可能であり、像上から大谷の町を見晴らすこともできる。

## 周辺
周辺には国の特別史跡の大谷磨崖仏（大谷観音）を有する大谷寺のほか、大谷の奇岩群・御止山・越路岩（国の名勝）、旧大谷公会堂（国の登録有形文化財）、大谷石の採掘の歴史を展示し地下採掘場跡が見学可能な大谷資料館などがあり、平和観音とともに市内有数の観光名所のひとつとなっている。

## アクセス
バス
- JR宇都宮駅西口・東武駅前バス停から
  - 関東バス　大谷立岩線に乗車約20～25分「大谷観音前」下車、徒歩5分。

車
- 宇都宮環状道路駒生町交差点から
  - 大谷街道を西進、大谷交差点から栃木県道188号大谷観音線へ。約10分。

## 登場作品
実写作森
- 『ウルトラマン80』第42話「さすが！　観音さまは強かった！」（1981年1月28日） - 大谷町とともに使用。ウルトラマン80も苦戦した怪獣「ムチ腕怪獣ズラスイマー」を後光にて撃退、封印した。
- 『宇宙刑事ギャバン』第12話「遊園地へ急行せよ！UFO少年大ピンチ」（1982年6月11日）
- 『光戦隊マスクマン』第51話（最終回）「地帝城大崩壊！」（1988年2月20日） - ラスト、元地底帝国チューブの大幹部・地帝王子イガムが、改心して巡礼の旅に出たシーンに登場。
  - 大谷石採掘場は、チューブ基地・地帝城への入り口としてロケ使用された。

アニメ作品
- 茄子 スーツケースの渡り鳥（2007年10月24日）